# Дух победы (Микеланджело)
Дух победы (итал. Genio della Vittoria; также — Победа, Победитель) — статуя Микеланджело, созданная в период между 1532—1534 гг. Эта скульптурная группа изображает молодого и высокого юношу, возвышающегося над стариком. Левое колено юноши упирается в побежденного, а правая рука — словно поднимается для удара. Статуя отмечается необычными пропорциями — голова юноши невелика, что ещё больше подчеркивает длину его тела, особенно если смотреть на неё снизу вверх.
Возможно, что первоначально эта скульптурная группа предназначалась для Гробницы папы Юлия II, однако она оставалась во флорентийской мастерской Микеланджело до самой его смерти. Даниэле да Вольтерра хотел установить её на могиле художника.
Однозначно также неизвестно, является ли статуя завершенной, или относится к технике «non finito».
Ромен Роллан о внутреннем содержании статуи написал так:
(…) победитель не смотрит на него, победитель медлит; он в нерешительности отворачивается, у него скорбный рот и смущенный взгляд.
Поднявшаяся было рука опустилась к плечу. Он откинулся назад, он более не хочет победы, он её презирает. Он победил. Он побежден. Этот образ героического Сомнения, эта победа со сломанными крыльями (...)
это сам Микеланджело, символ всей его жизни.
Уильям Уоллес также отмечает, что исследователи до сих пор не могут определиться, под каким ракурсом следует рассматривать эту статую. Такая же особенность — отсутствие единого ракурса — есть и у его глиняной модели Двое бойцов, или Геркулес и Какус.